# Sobral da Lagoa
Sobral da Lagoa est une freguesia portugaise du district de Leiria située dans la sous-région de l’Ouest.
Avec une superficie de 4,88 km2 et une population de 420 habitants (2001), la paroisse possède une densité de 86,1 hab/km2.